# ممر التنمية والتعمير

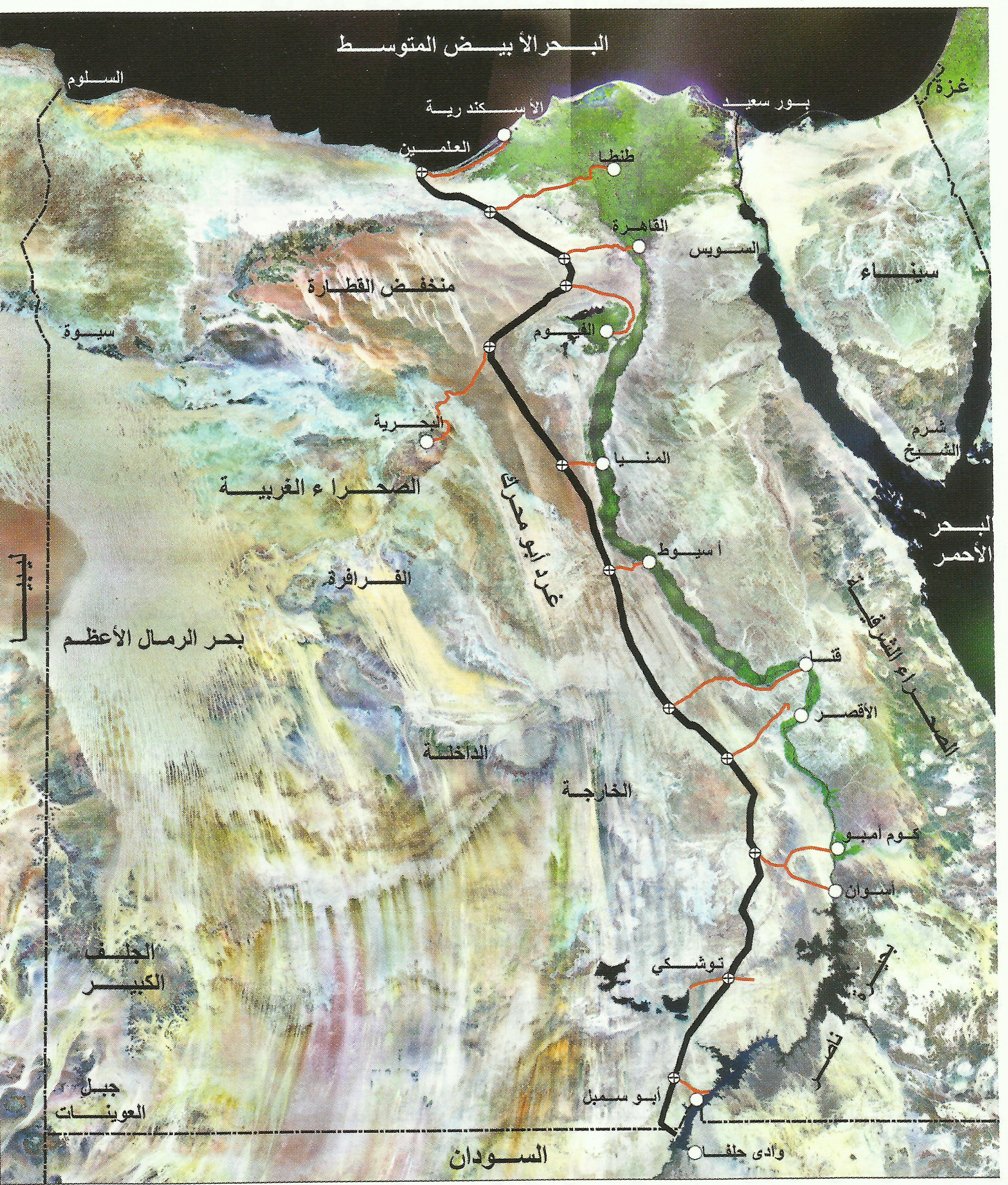
خريطة توضح مسار ممر التعمير

ممر التنمية والتعمير في الصحراء الغربية
هو مقترح قد تقدم به الدكتور فاروق الباز منذ سنوات بغرض إنشاء طريق بالمواصفات العالمية في صحراء مصر الغربية يمتد من ساحل البحر المتوسط شمالا حتى بحيرة ناصر في الجنوب وعلى مسافة تتراوح بين 10 و 80 كيلو مترا غرب وادي النيل، يفتح هذا الممر آفاقا جديدة للامتداد العمراني والزراعي والصناعي والتجاري حول مسافة تصل إلى 2000 كيلو متر.

## مقدمة
تؤهل هضبة الصحراء الغربية القيام بما يتطلبه تعزيز واقع التنمية والتعمير بموازرة نهر النيل. لذلك فقد تم اقتراح مشروع التنمية والتعمير منذ عشرين عاماً وهو ما زال مطروحاً حتى الآن نظراً لإزدياد أهميته.
تحدد هذه المقالة ملامح برنامج التوسع العمراني والزراعي والصناعي والتجاري والسياحي رويداً رويداً على مسار 12 محور يصل طولها الكُلي إلى 1200 كيلومتر، تبدأ من مراكز التكدس السكاني وتمتد غرباً حتى تصل إلى طريق من ساحل البحر المتوسط شمالاً حتى بحيرة ناصر في الجنوب بطول 1200 كم تقريباً وعلى مسافة تتراوح بين 20- 30 كم من حافة هضبة الصحراء الغربية.
لقد اُختبر هذا الجزء من الصحراء الغربية بناءً على خبرة في تضاريس مصر وإمكانتها التنموية. حيث يتكون الشريط المتاخم لوادي النيل من هضبة مستوية بميل بسيط من الجنوب إلى الشمال بموازرة النيل. ولا تقطع المنطقة أودية تهددها السيول كما هو الحال في شرق النيل أو كثبان رملية متحركة كما هو الوضع في المنخفضات غرب المنطقة. كذلك تتواجد مساحات شاسعة من الأراضي التي يسهل استصلاحها لإنتاج الغذاء إضافة إلى احتمالات تواجد المياه الجوفية.
يفتح هذا الممر بأكمله آفاقاً جديدة للامتداد العمراني والزراعي والصناعي والتجاري والسياحي حول مسافة تزيد عن 2000 كم لتخرج مصر من الوضع الاجتماعي الصعب والمختنق.

## مكونات المشروع
يتضمن مقترح ممر التعمير إنشاء:
1. طريق رئيسي للسير السريع بالمواصفات العالمية يبدأ من غرب الإسكندرية بمدينة العلمين ويستمر حتى حدود مصر الجنوبية بطول 1200 كيلو متر تقريبا
2. إثنا عشر فرعا من الطرق العرضية التي تربط الطريق الرئيسي بمراكز التجمع السكاني على طول مساره بطول كلي نحو 800 كيلو متر.
3. شريط سكة حديد للنقل السريع بموازاة الطريق الرئيسي
4. إنبوب ماء من بحيرة ناصر جنوبا وحتى نهاية الطريق على ساحل البحر المتوسط
5. خط كهرباء يؤمن توفير الطاقة في مراحل المشروع الأولية.[1]

## التمويل
أعيد طرح المقترح للتنفيذ بأموال طائلة من قبل مستثمرين من القطاع الخاص الوطني أولاً ثم العربي ثانياً ثم العالمي ثالثاً.
يحتاج المشروع إلى شراكة بين مؤسسات الدولة والقطاع الخاص وعامة الناس. يلزم تحديد دور كل منهما في كمية وآلية التنفيذ. وبالنسبة للقطاع الخاص ينبغي اعتبار إمكانيات الاستثمار العربي والعالمي.
و يجدر بالذكر أن نجاح التمويل تتطلب تسويقاً متميزاً. إذ لا يضر أن يشمل تقييم كيفية التمويل على متطلبات الحملة الإعلامية لتسويق المشروع محلياً وعالمياً.

## تحديد مراحل التنفيذ والجدول الزمني
تقسيم المشروع إلى مراحل وإعداد الجدول الزمني مرتبط بشكل أساسي بمخطط التمويل ثم التشغيل.
و لذلك فإذا افترضنا أن المشروع يمكن إكماله في عشر سنوات. فيجب اعتبار أن الخمس السنوات الأولى منها لإنهاء المحاور العرضية البنية التحتية للمشروعات المخطط لها على كل محور مما يؤهل الزحف التدريجي في اتجاه الغرب. أما الخمس سنوات التالية فيمكن تخصيصها للمحور الطولي الذي يعتبر العمود الفقري لربط المحاور بعضها ببعض وبالخارج شمالاً وجنوباً.

## المحاور العرضية

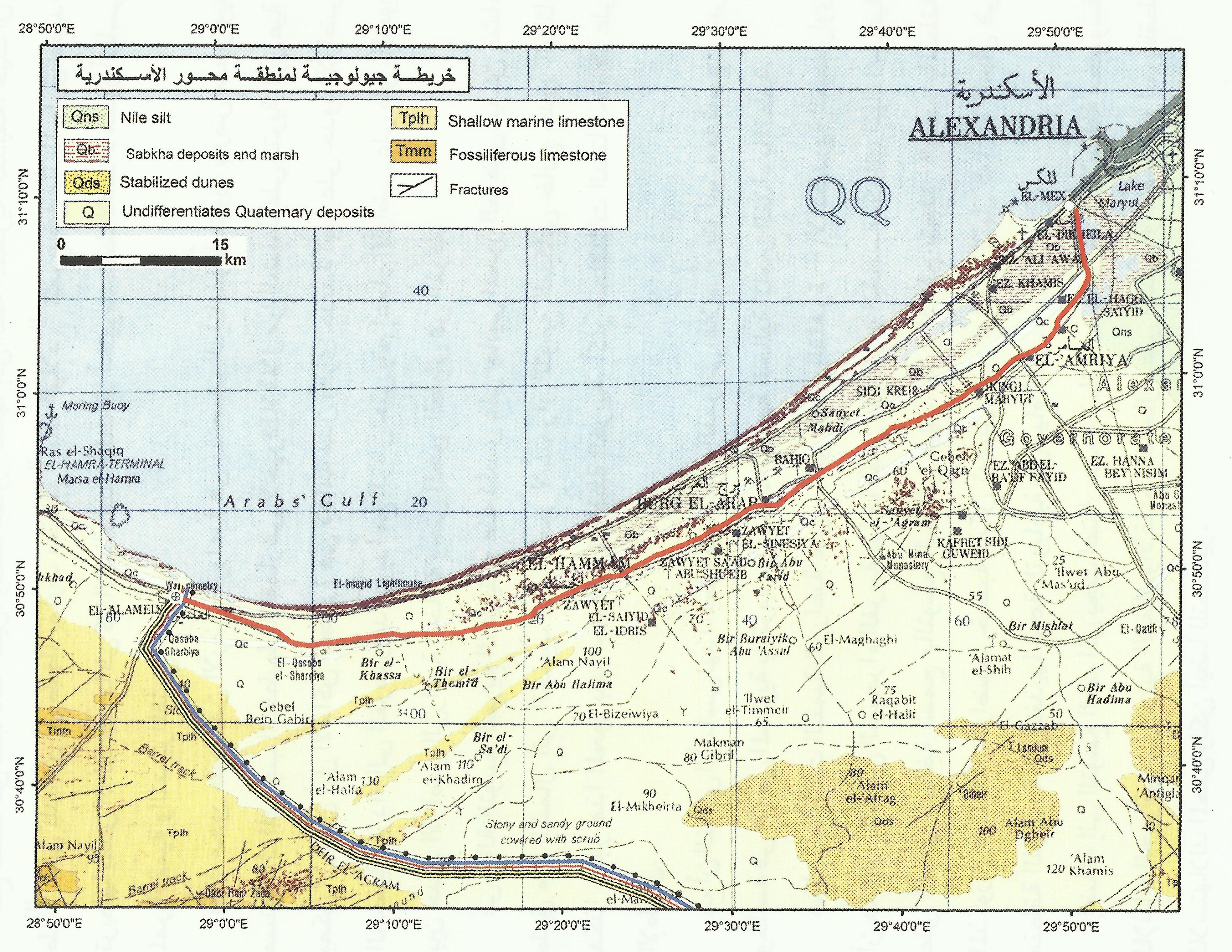
خريطة جيولوجية توضح مسار محور الإسكندرية

### محور الإسكندرية
يبدأ ممر التنمية على ساحل البحر المتوسط بالقرب من موقع العلمين. ويمتد أول محاوره شرقاً إلى الإسكندرية ويعتبر لذلك شريان يربط الممر بشمال الدلتا. ولأنه يوازي ساحل البحر فهو يؤهل التنمية في قطاعي السياحة وتنمية الموارد السمكية إضافة إلى زراعة الفواكه التي تزدهر في هذا المناخ.
بالنسبة للقطاع السياحي يمكن أن ترقى المنطقة إلى مستوى عالي جداً، أولاً لأن المكان له أهمية تاريخية في أوروبا، ثانياً لأن مياه البحر بالقرب من العلمين هادئة تحميها الطبيعة الجغرافية للمنطقة. لذلك يمكن التخطيط الشامل لعشرات من المشاريع السياحية على أعلى المستويات العالمية لتحقيق طفرة سياحية تعادل أو تفوق كل ما يعود على مصر من السياحة في الوقت الحالي على غرار ما تم من مبادرات في دبي لجذب السياحة العالمية في صورة غير مسبوقة.
أما بعيداً عن الشاطئ فتذخر المنطقة بالتربة الصالحة لزراعة الفواكه وخاصةً التين والعنب. هذه المحاصيل بالذات يتذوقها الأوروبيين لذلك فيمكن تسويقها محلياً إضافة على تصديرها.
تؤهل بيئة المنطقة القيام بما يلي:
1. تطهير المخازن القديمة وحفر مخازن جديدة لحفظ ماء المطر الذي يتجمع على سطح الصحراءالساحلية في صخور الحجر الجيري بالمنطقة كما كانت تستخدم من عصر الرومان وحتى عصر الثورة.
2. تشييد مراوح هوائية لضخ المياه الجوفية من الآبار على طول الساحل
3. لأهمية المكان التاريخية يمكن التخطيط لإنشاء متاحف حربية.

#### تحديات محور الإسكندرية
إزالة الألغام الباقية من الحرب العالمية الثانية قبل البدء في تنميته. حيث أن هذا الشريط الساحلي قد لعب دوراً لا يستهان به خلال هذه الحرب التي كانت بين الجيش المصري بجانب الجيش الإنجليزي ضد الجيش الألماني والجيش الإيطالي المدعم له في ليبيا.
يُقدر المؤرحون أن المنطقة تذخر ب 20 مليون لغم مضاد للأفراد والسيارات الحربية وحتى الدبابات. كما يستلزم على هذه الدول الصديقة الآن ألا تتخلى عن إزالة هذه الألغام.
تقوم حالياً السيدة فايزة أبو النجا وزيرة التعاون الدولي بعرض الأمر على الدول الأوروبية المعنية للمشاركة في ذلك وأيضاً في دعم المشروع مادياً وتكنولوجياً لفتح باب الإنماء الشامل في ربوع العلمين.

### محور طنطا

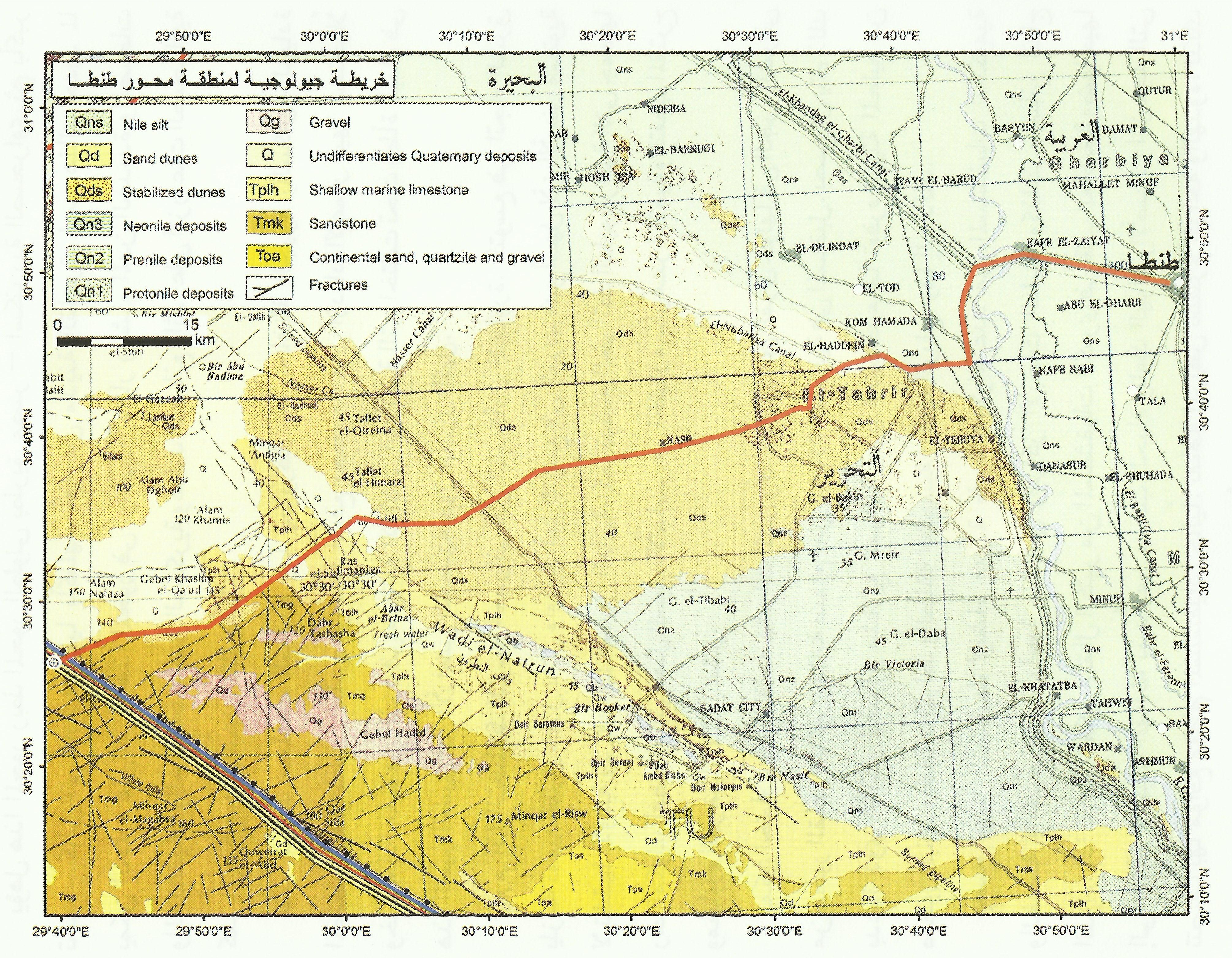
خريطة جيولوجية توضح مسار محور طنطا

يمتد محور طنطا من الأرض الزراعية في منتصف الدلتا غرباً مروراً بأرض صحراوية مستوية. لذلك يجب التخطيط للإعمار في الأخيرة للإقلال من الضغط على التربة الزراعية.
يمكن أن تكون أول الأماكن المختارة هي لإقامة مدن وقرى جديدة تبدأ على حدود الأراضي الخصبة وتزداد إلى الغرب رويداً رويداً مع الزمن حتى يتم إعمار الأراضي على طول المحور بين حدود الأراضي الزراعية الحالية وحتى المحور الطولي في الغرب.
يمر الجزء الغربي من المحور بالمنفذ الشمالي لوادي النطرون وما به من آثار لتاريخ طويل. يصل المحور بعد ذلك إلى هضبة قليلة الارتفاع يمكن تهيئتها لإقامة المصانع. لأن الريح تأتي من الشمال إلى الجنوب لذا فإن العوادم الدخانية لن تؤثر على السكان إطلاقاً.
هذا ولقد أثبتت التنمية الزراعية على جانبي طريق القاهرة- الإسكندرية الصحراوي أن هذه المنطقة من الصحراء الغربية بها ما يكفي من التربة الخصبة وكذلك المياه الجوفية على أعماق مختلفة تسمح بالتوسع السكاني فيها.
إضافة إلى التوسع العمراني يجب اعتبار هذه المنطقة مصدراً جديداً لإضافة محسوسة للإنتاج الحيواني مثل تربية الأبقار والأغنام والجمال وحتى الطيور، على مستوى واسع يسمح ليس فقط للاستهلاك المحلي ولكن أيضاً للتصدير.

### محور القاهرة

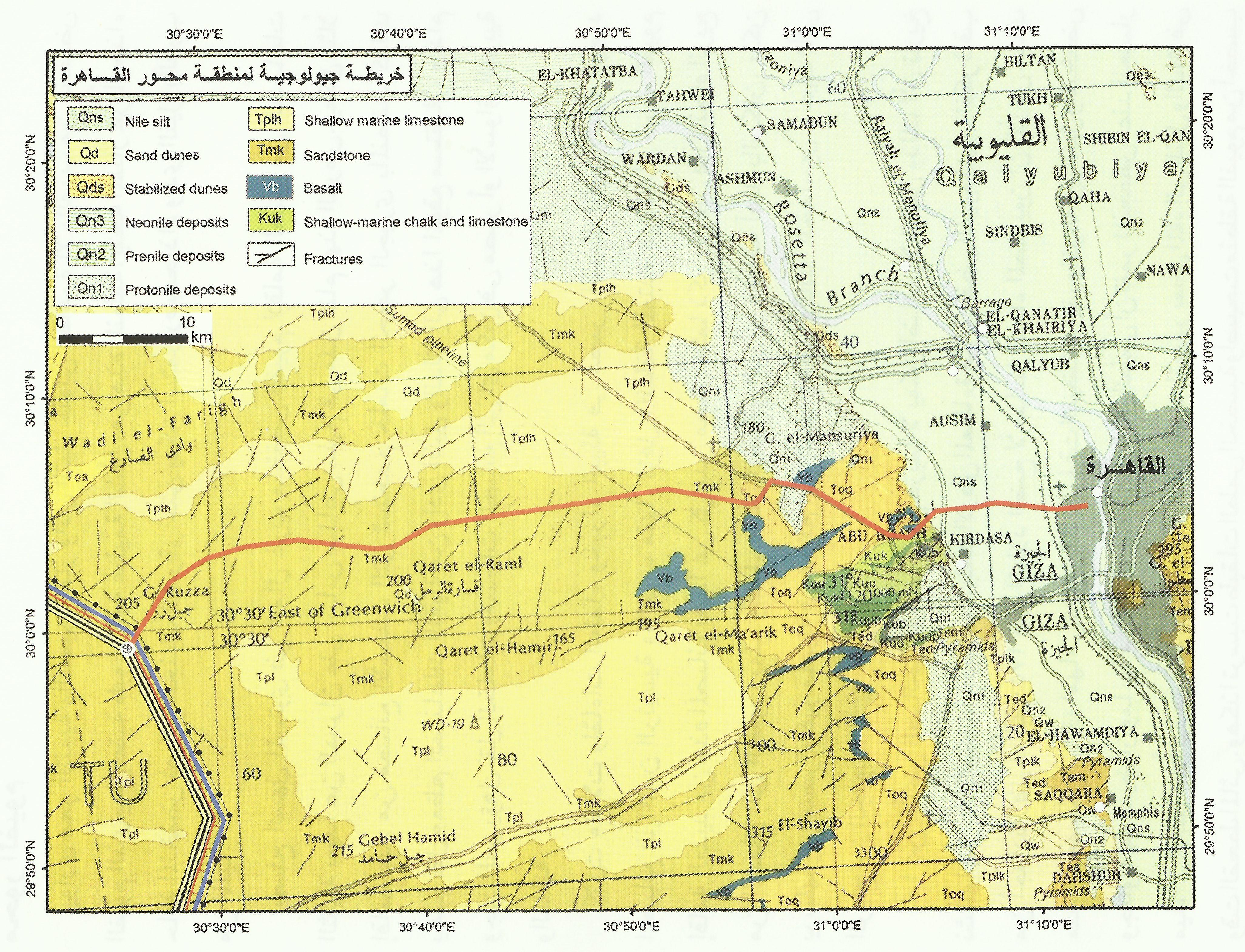
خريطة جيولوجية توضح مسار محور القاهرة

يؤهل هذا المحور ربط المحور الطولي بطريق مصر – إسكندرية الصحراوي ثم بأكبر تجمع سكاني في قارة أفريقيا بأكملها «القاهرة». ليس هناك حدود لما يمكن إنجازه على مسار هذا المحور في نواحي الإعمار وإنشاء المصحات والمستشفيات والجامعات والمدن الجامعية والمدن العسكرية وكذلك المصانع زائداً على الزراعات الصحراوية.
يمكن أيضاً اختيار مواقع لإقامة عشرات المدن وأعداد أكثر من القرى حولها في الجزء الشرقي من محور القاهرة.
يصح أن يتم ذلك بدعوى ذوي الأفكار لاقتراح مشاريع عمرانية جديدة تستخدم ما توفره البيئة المحلية من صخور للبناء وطبقات الزلط والطاقة الشمسية وطاقة الرياح، وما إلى ذلك.
يصح أيضاً التخطيط لإنشاء مدينة طبية لاحتواء عدد من المستشفيات الحكومية والخاصة والمصحات السياحية والمعامل ومراكز الأبحاث الطبية وكذلك مصانع تصنيع الدواء.
يمثل النصف الغربي للمحور موقعاً متميزاً للصناعات الخفيفة حيث أن إخراجاتها من الهواء الملوث لا يمكن أن يؤثر على مواقع معيشة الناس ذلك لأن الرياح تأتي من الشمال للجنوب.
ينوّه فاروق الباز أيضاً إلى إمكانية امتداد محور القاهرة في الشرق حتى طريق السويس لربط ممر التنمية والتعمير بميناء السويس. يؤهل ذلك نقل البضائع برياً من البحر المتوسط إلى البحر الأحمر وبالعكس خلال طريق سريع كمجال إضافي للنقل البحري عبر قناة السويس كلما لزم الأمر.

### محور الفيوم

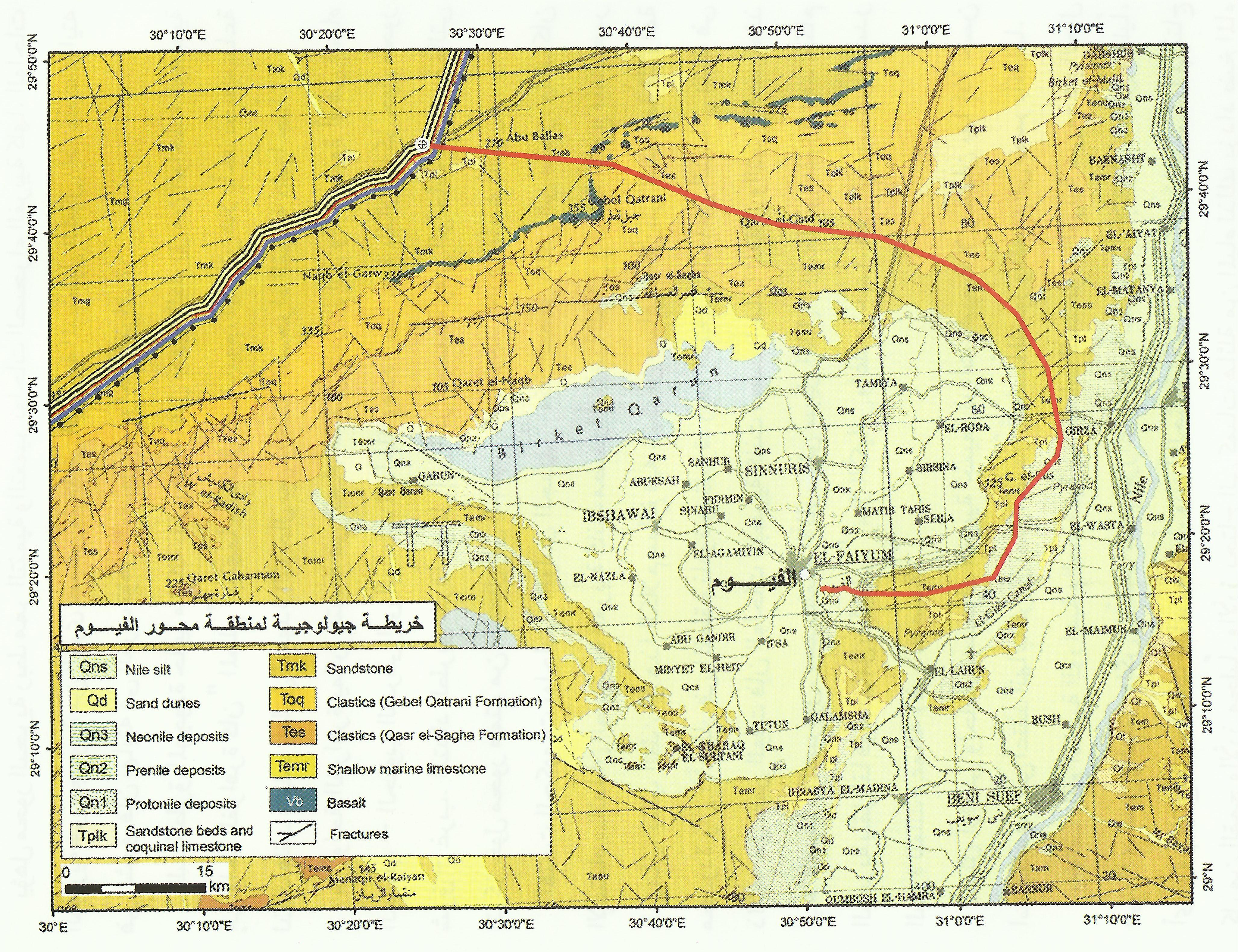
خريطة جيولوجية توضح مسار محور الفيوم

يصلح السهل المستوي في شمال غرب منخفض الفيوم لإقامة العديد من الصناعات الثقيلة بعيداً عن العمران. يمكن مثلاً إقامة عدد من مصانع الأسمنت التي تستخدم خامات الحجر الجيري بالمنطقة. هذه المنطقة بالذات تصلح لقيام مثل هذه الصناعات لأن اتجاه الرياح يتجه من الشمال إلى الجنوب بحيث يمنع وصول الدخان الناتج إلى أي منطقة آهلة بالسكان ويرسلها إلى صحراء غير مأهولة، إلا في أوقات «الخماسين» حيث تتجه الرياح من الجنوب.

### محور البحرية

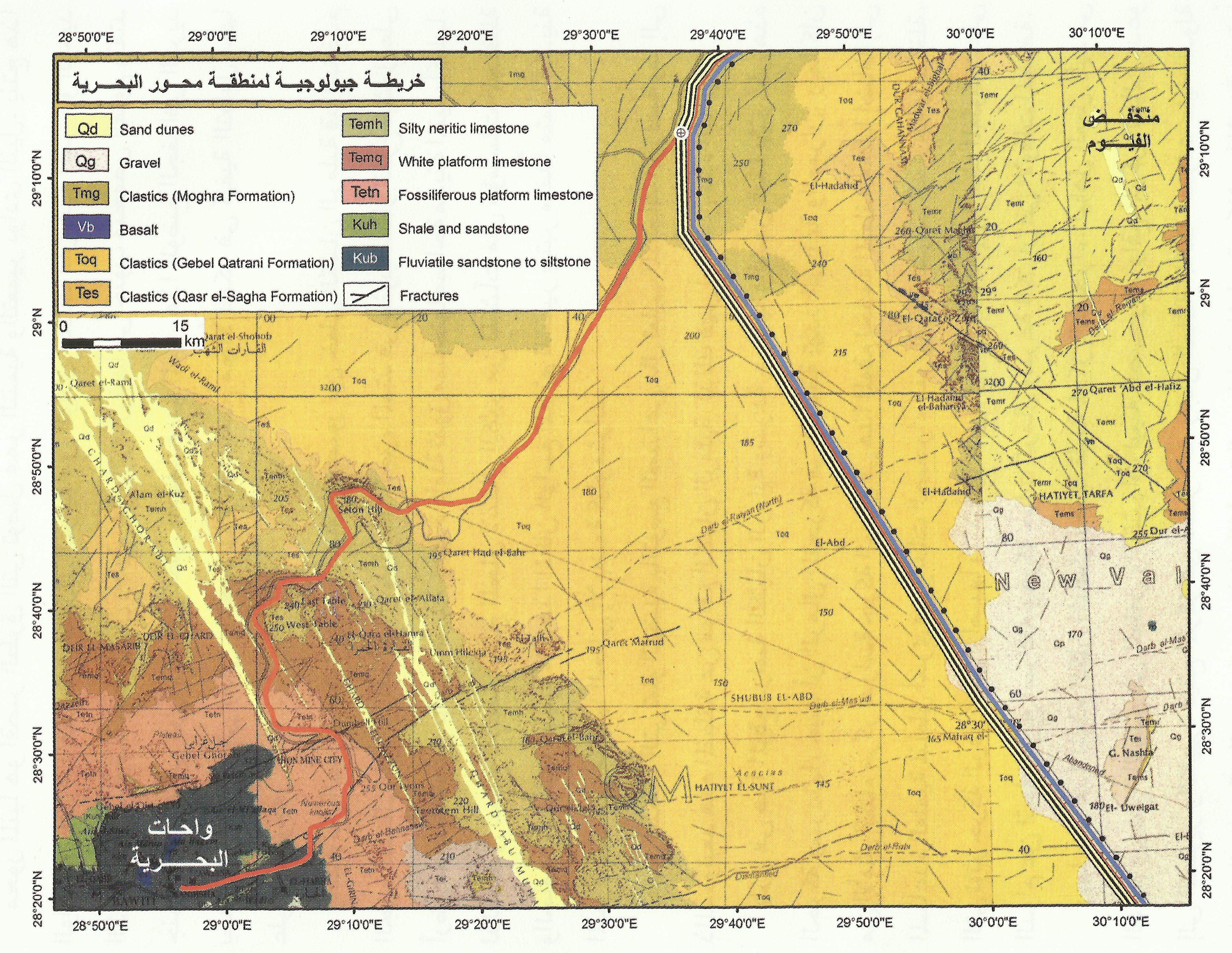
خريطة جيولوجية توضح مسار محور البحرية

يؤهل محور البحرية ربط ممر التنمية والتعمير بواحات الصحراء الغربية كلها. الواحات البحرية هي مجموعة من القرى تقع في منخفض البحرية. إذا كانت بدايته في الشرق فإن نهايته في الغرب تؤهل الوصول إلى واحة الفرافرة.
من واحة الفرافرة يمكن التوجه في اتجاه الشمال الغربي إلى واحة سيوة أو في اتجاه الجنوب - الجنوب الشرقي إلى الواحات الداخلة وهذه أيضاً عدة بلدان تتركز حول محور شرق-غرب. امتداد الطريق شرقاً يوصل إلى آخر مجموعة وهي الواحات الخارجة والتي تتركز حول محور ممتد من الشمال إلى الجنوب حيث توجد آخرها باسم باريس.
يختلف واقع التنمية الزراعية والصناعية في واحات الصحراء الغربية عن ما هو الحال في وادي النيل والدلتا. ولكن للأسف تقوم الزراعات حالياً عن مبدأ الاكتفاء الذاتي محلياً فقط. أي لزوم إنتاج كل من القمح والأرز محلياً. والأرز يحتاج إلى كميات هائلة من المياه لذلك يزداد ضخ الماء من الآبار الذي ينتج عنها هبوط مستواها أو ازدياد ملوحتها أو الإثنين معاً.
إضافة إلى ذلك فإن تقسيم الأرض لا يأخذ في الحسبان الاختلاف البسيط في منسوبها والتعامل معه فتلزم تسوية الأرض التي يمكن أن تقلل من خصوبتها نتيجة لتعرية طبقات غير خصبة. في نفس الوقت يتم إيصال الماء إلى الأرض خلال مسارات الري. ثم تصريفها على طول وادي النيل في ترع الصرف من الشمال إلى الجنوب مع انحدار الأرض شمالاً.

### محور المنيا
محور المنيا

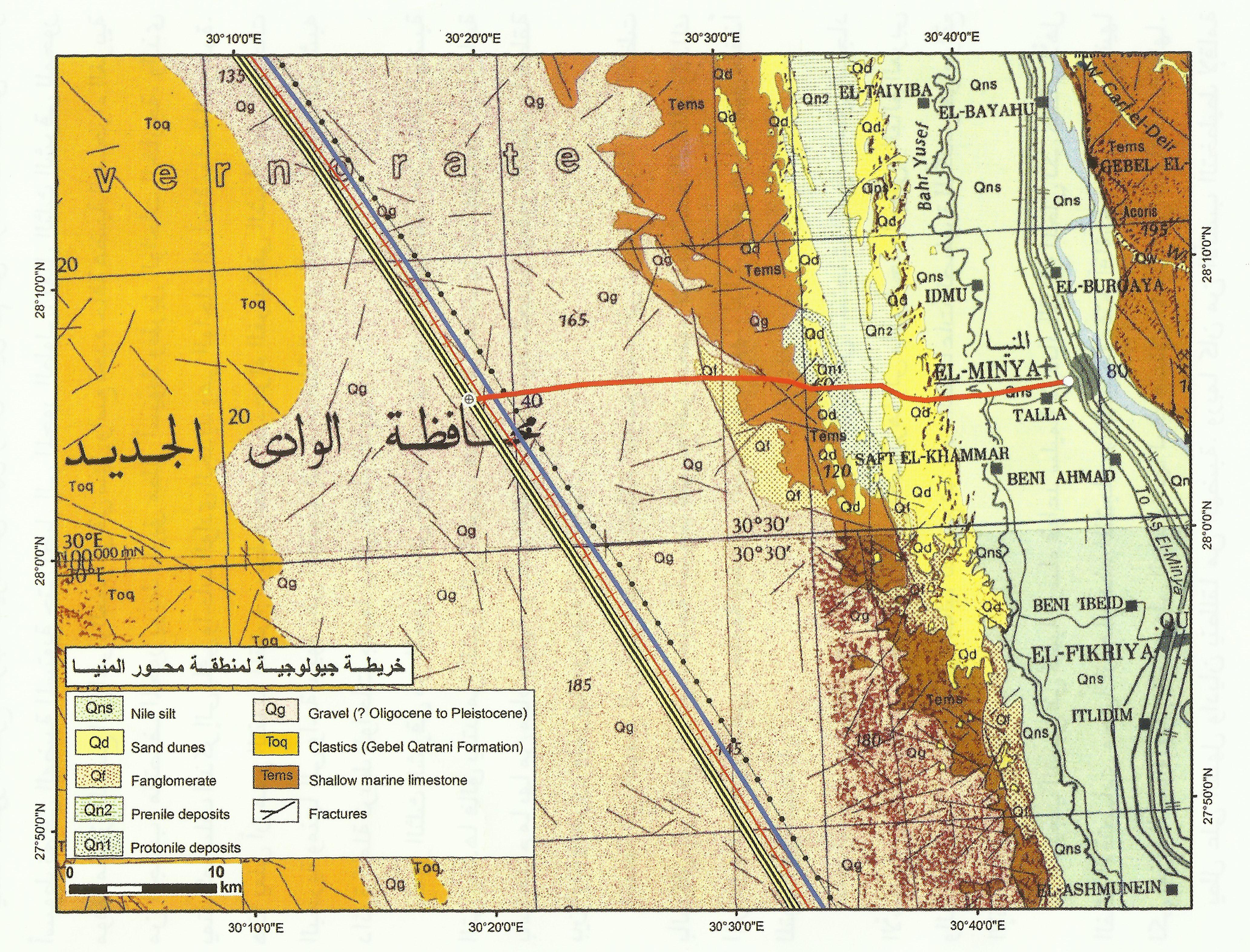
خريطة جيولوجية توضح مسار محور المنيا

هو أقصر الطرق التي توصل ممر التنمية والتعمير بوادي النيل. ينتج هذا الواقع من اقتراب هضبة الصحراء الغربية من الوادي. كذلك فإن هذا الممر هو الوحيد الذي يقطع مساره خطوط كثبان رملية. هذه الرمال تبدأ في جنوب منخفض الفيوم وتمتد جنوباً حتى تقترب من الزراعة وتغطي بعضها غرب المنيا.
يتضح من الصور الفضائية أن النطاق المحصور بين خطي الكثبان الرملية قد استخدم الجزء الشمالي في الزراعة بشكل جيد. أما الجزء الممتد في جنوب مسار الفرع فيشمل على أرض منبسطة تسمح بإنشاء مدينة جديدة كاملة تفوق مساحتها مساحة مدينة المنيا بأكملها. لذلك فهي تصلح للإعمار وفتح المجال لانتقال الكثير من المنشآت مثل مؤسسات المحافظة والجامعة وما إليها. وجود مثل هذا المكان الواسع الملائم للتعمير يعتبر منفذاً متميزاً لمدينة المنيا لا يبعد عن موقعها الحالي سوى بضعة كيلومترات.
تسمح المنطقة التي تعلو الهضبة بالتوسع الصناعي مثل تعليب المنتجات الزراعية وما إلى ذلك، وتبعد هذه المنطقة عن مواقع الكثبان الرملية، لذلك فهي آمنة من هذه الناحية.
يلزم في هذا الموقع دراسة الكثبان الرملية وسرعة حركتها والتمعن فيما يؤثر على هذه الحركة وسرعتها، حيث أن الرمال المتحركة في المنطقة تهدد الزراعة والعمران. ربما كان من الأمثل إنشاء مركز لدراسة حركة الرمال في هذا الموقع لخدمة المنطقة محلياً إضافةً إلى المساعدة العلمية لمناطق أخرى في واحات الصحراء الغربية.

### محور أسيوط

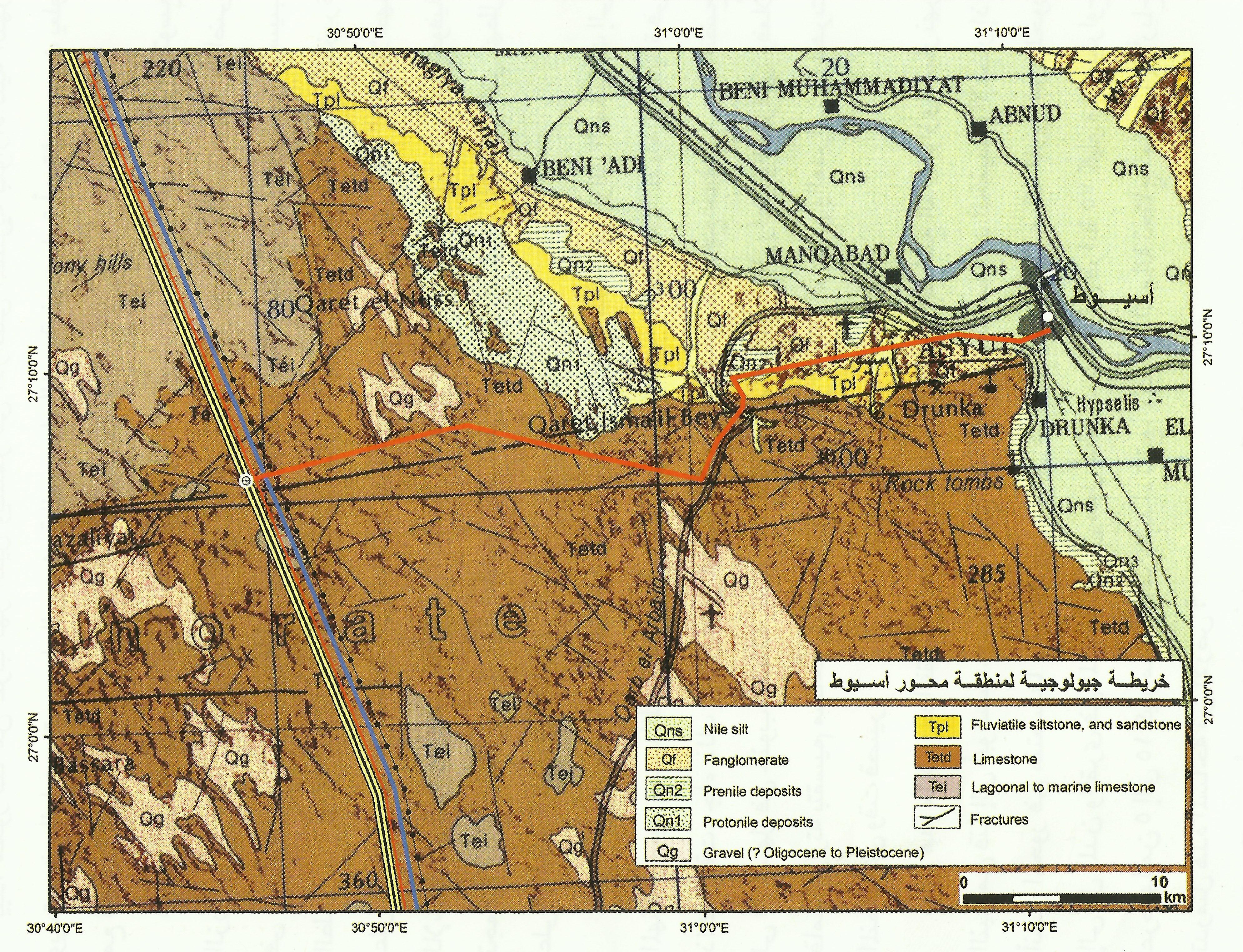
خريطة جيولوجية توضح مسار محور أسيوط

يمتد المحور المقترح غرب أسيوط في سهل وادي النيل ثم في مرتفعات شمالي مطار أسيوط ثم في الهضبة المستوية حتى يصل إلى المحور الطولي.
ممر التنمية المقترح يربط واحات الصحراء الغربية في الشمال عبر الواحات البحرية ومنها إلى سيوة وفي الجنوب إلى محافظة الوادي الجديد وفي الجنوب إلى محافظة الوادي الجديد بأكملها، في شبه دائرة كاملة تربط الواحات جميعاً بباقي أنحاء الدولة.
يتميز الثلث الشرقي من المحور بأرض طينية رسبتها أودية عديدة تبدأ من حافة الهضبة التي يحدها فالق يمتد من الشرق إلى الغرب. هذه الأرض معظمها مستوي وصالح للزراعة باستخدام ما بها من مياه جوفية التي طالما تواجدت بسبب قربها من مياه النيل ولهطول الأمطار من آونة لأخرى.
إضافة إلى التوسع الزراعي، تؤهل المنطقة التوسع العمراني لمدينة أسيوط التي اكتظت بالسكان إلى آخر الحدود. يعتبر هذا السهل منفذاً للتوسع في المستقبل.
يطل من السهل واديان ينطلقا من الهضبة. وربما كان من الأنسب التخطيط لإقامة سدين لحماية المساحة المستوية من السيول إضافة إلى حفظ مياه المطر لتغذية مخازن المياه تحت سطح التربة. مثل هذه السدود الصغيرة غير مكلفة وتساهم كثيراً في إنماء المناطق المشابهة في صحاري العالم.
أيضاً، موقع الهضبة جنوب السهل بمحاذاة اتجاه شرق -غرب (نتيجة للفالق في هذا الاتجاه) أي في اتجاه وضع يتعامد مع اتجاه الرياح من الشمال. يدل على أن المنطقة يمكن أن تستخدم في إنتاج الطاقة بالرياح ليس فقط لرفع المياه من تحت سطح الأرض ولكن أيضاً لإنتاج الكهرباء.
أما عن الجزء الغربي من المحور فسطحه يتصف بأنه مصقول ومستوي. يمكن التفكير في كيفية الاستفادة منه في إنشاء معسكرات للشباب وأماكن للترفيه.
هذا الجزء الغربي يتميز بعدم وجود أي من الكثبان الرملية لذا يمكن الاستفادة منه في إنشاء محطات لتوليد الكهرباء عن طريق الطاقة الشمسية.
تلزم الإشارة إلى أن محور أسيوط يتقاطع مع طريق مطار أسيوط وربما كان من الأنسب التخطيط لتوسيع المطار وإضافة عدد من الرحلات منه وإلى مطارات مصر الأخرى لكي يلعب دوراً مناسباً في إنماء المنتجات المحلية وربط أهل منتصف الصعيد بباقي أنحاء الوطن ربطاً مناسباً.

### محور قنا

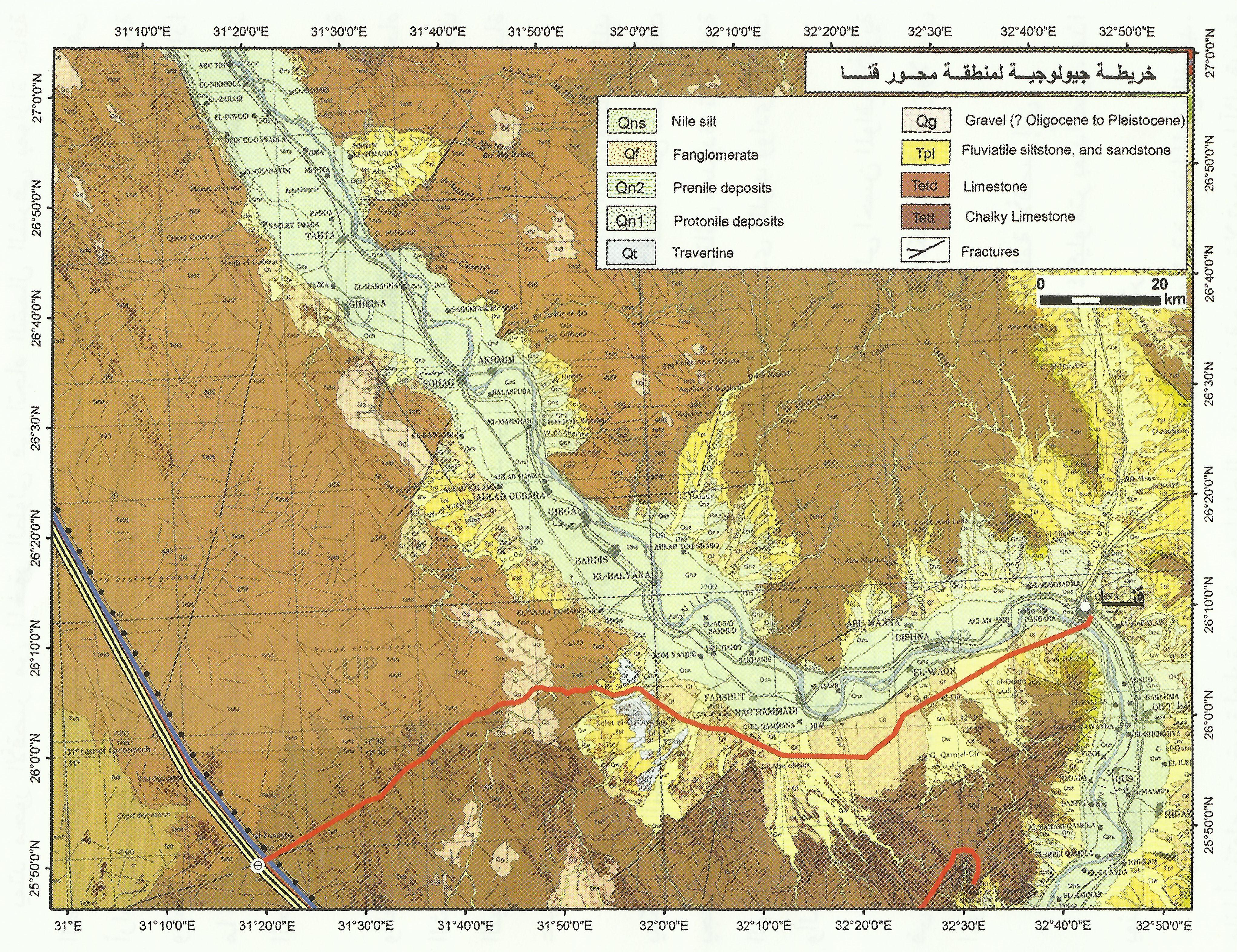
خريطة جيولوجية توضح مسار محور قنا

يبدأ محور قنا من غرب نهر النيل ويستمر في الأراضي المستوية بموازاة ثنية النهر ويستمر في الوادي حتى يصل إلى هضبة الصحراء الغربية غرب بلدة أبو تشت، حيث يعلو مع الهضبة ويستمر غرباً حتى يصل إلى المحور الطولي.
في شمال المحور، تتميز الأرض بخصوبتها لأنها نتجت من ترسيب الطمي في أودية عديدة كما أن الأرض لا بد وأن تحتوي على مياه جوفية تجمعت من الأمطار في الأزمنة الماضية زائداً على أنها تتجدد نتيجة للأمطار التي تهطل على المنطقة بين آونة وأخرى، لذا تسمح الأرض هناك بالتوسع الزراعي كما يمكن أيضاً التوسع في الصناعات الخفيفة والإعمار.
في جنوب المحور، يمكن التوسع العمراني شاملاً ذلك على القرى الجديدة للإقلال من الضغط على المدن الكبيرة مثل قنا ونجع حمادي والقرى العديدة في داخل وادي النيل.
يلزم في صعيد مصر بناء مستشفيات ومعاهد للتدريب الفني والمهني لإعداد نفر من الجيل الصاعد لمتطلبات سوق العمل حالياً وفي المستقبل. كما يلزم أيضاً، دراسة الأودية المنطلقة من هضبة الصحراء الغربية لتحديد مخاطر السيول فيها وبناء السدود للحد من المخاطر المحتملة والتي هي في العموم تساهم في تغذية الآبار بالمياه الجوفية بالمنطقة على طول المحور من حدود الهضبة إلى موقع وادي النيل.

### محور الأقصر

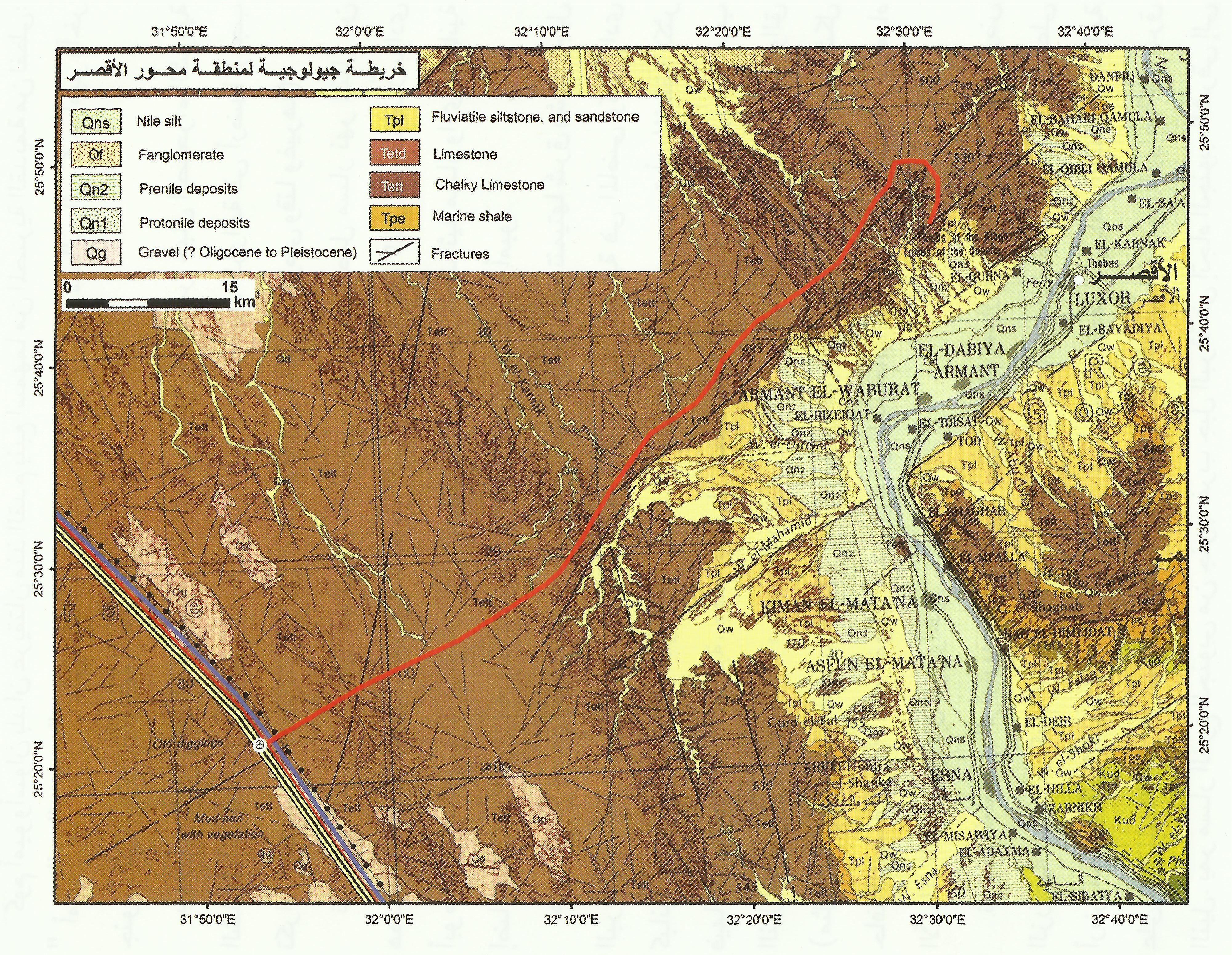
خريطة جيولوجية توضح مسار محور الأقصر

يمتد محور الأقصر من المحور الطولي في اتجاه الشمال الشرقي بموازاة حافة الصحراء الغربية. ولا يُقترح هنا مد المحور إلى وادي النيل، كذلك فإن المحور لا يمر في أراضي صالحة للزراعة، ولا يجب أن تكثر هنا الصناعة. الغرض من هذا المحور هو السياحة والسياحة الصحية والإعمار اللازم لدعمهما. لذلك فيجب التخطيط لإرساء هذا المحور إذا ما تم إنشاء مطار دولي على سطح الهضبة، هذا المطار الجديد تحتاجه المنطقة لنرك المطار الحالي للخدمات المحلية.
الغرض الأساسي لهذا المحور هو فتح آفاق واسعة لإقامة عدد من المدن السياحية الراقية والفنادق الفاخرة بالقرب من حافة الهضبة. يمكن للمشاهد في هذا الموقع المتميز الحس بنبض الحياة على جانبي النهر الخالد. كما بجد نفسه لا يبعد عن آثار منطقة الأقصر إلا دقائق معدودة حيث تقع الهضبة بالقرب من معبد الأقصر والكرنك شرقي النيل، ووادي الملوك ووادي الملكات والرامسيوم وما إليها في غرب النيل.
لا توجد حدود لما يمكن إقامته من مدن سياحية راقية وفنادق عالمية في هذا الموقع الفريد. وعلنا نتعلم من خبرة إمارة دبي في هذا المجال.

### محور كوم أمبو-أسوان

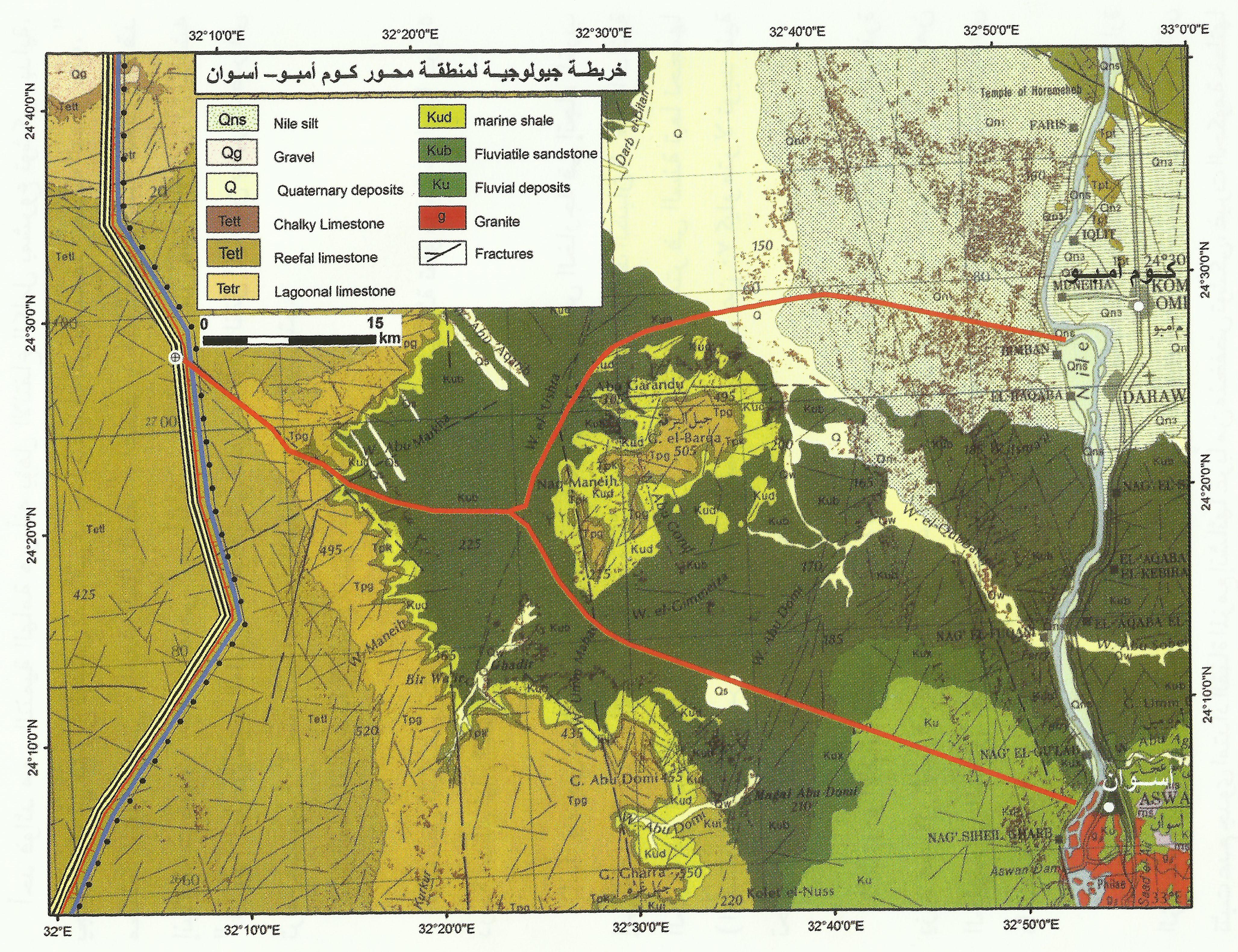
خريطة جيولوجية توضح مسار محور كوم امبو-أسوان

ينقسم المحور إلى فرع شمالي إلى كوم أمبو وآخر جنوبي إلى أسوان، يفصلهما جبل البرقة.
يميز كوم أمبو وجودها في مصب وادي واسع تنبع روافده من جبال الصحراء الشرقية الشاهقة. تربة الوادي خصبة كأرض النيل مما سمح بامتداد الزراعة في أرضها. ويجب تكرار الوضع في الأودية المتفرعة من وادي النيل شرقاً مثل وادي الأسيوطي وقنا وغيرها.
تتميز الأراضي غرباً من أسوان بالاستواء في سهل واسع يفصل مسار نهر النيل عن هضبة الصحراء الغربية. يمر في منتصف السهل وادي الكبانية الذي كان متصلاً بوادي أبو صبيرة الذي يقع شرق مسار النيل الحالي. وتبين الصور الفضائية مسار وادي الكبانية إضافة إلى دلتاه القديمة وجزء من مسار النيل القديم غرب كوم أمبو.
هذه المواقع جميعها تصلح للزراعة يجب تنميتها شرق وشمال جبل البرقة. إضافة إلى ذلك فإن المنطقة كانت تستقبل مياه سطحية في الماضي وكان وادي كبانية يصب فيها وكذلك كان النيل يمر في شرقها. كل هذه دلالات عديدة أن المنطقة تكثر بها المياه الجوفية. وهذا يعني أن معظم نشاط استصلاح الأراضي في غرب النيل يمكن أن يتم باستخدام المياه الجوفية، يضاف إلى ذلك أن المنطقة تتخللها فوالق (مثل الفالق الذي أثر على مسار نهر النيل بانحناء في اتجاه الغرب والذي يؤثر على شكل حافة الهضبة غرباً). هذه الفوالق يمكن أن تنقل المياه حالياً من مسار النيل إضافة إلى مياه الأمطار التي تهطل بين حين وآخر.
توضح المعلومات الرادارية تواجد شريط مرتفع قليلاً بموازاة مسار النيل مقابل الأرض الزراعية في وادي كوم أمبو. يساهم هذا الشريط كثيراً في إنشاء عدة مدن أو قرى على أرض مرتفعة قليلاً تمتد لمسافة 50 كيلومتر. هذا الواقع الجغرافي يؤهل التنمية العمرانية على طول المسافة المزمع تنميتها زراعياً، وهذا يقلل الضغط على الأراضي الزراعية في شرق النيل. يمر مسار الفرع الجنوبي من جنوب غرب جبل البرقة في إتجاه الجنوب الشرقي إلى المنطقة غرب بلدة أسوان.
تسمح المنطقة أيضاً بإقامة منتجعات سياحية شتوية لأن الأراضي مستوية وبعيدة عن أماكن التكدس السكاني. يمكن في هذه المواقع اقتباس كل ما أمكن من الفن المعماري النوبي الذي نتج عن خبرة طويلة في المناخ الحار الجاف منذ قرون.
هذا ويلزم أن يؤخذ توسيع وتطوير مطار أسوان في الحسبان لأنه يمكن أن يصبح مطاراً دولياً متميزاً يخدم حركة الطيران من أوروبا إلى الشرق الأقصى زائداً على خدمة السياحة المحلية وكذلك نقل الصادرات من جنوب مصر إلى شمالها.
أما عن باقي الممر بعد نقطة تلاقي فرع كوم أمبو وفرع أسوان غرب جبل البرقة وحتى مسار المحور الطولي فوق هضبة الصحراء الغربية فيمكن تركه دون إنشاءات في الوقت الحالي. مثله مثل أماكن أخرى بالقرب من مسار المحور الطولي يمكن تركه ليتسنى للأجيال القادمة أن تخلق فيه مجالات جديدة للإنماء اللاقتصادي.

### محور توشكى

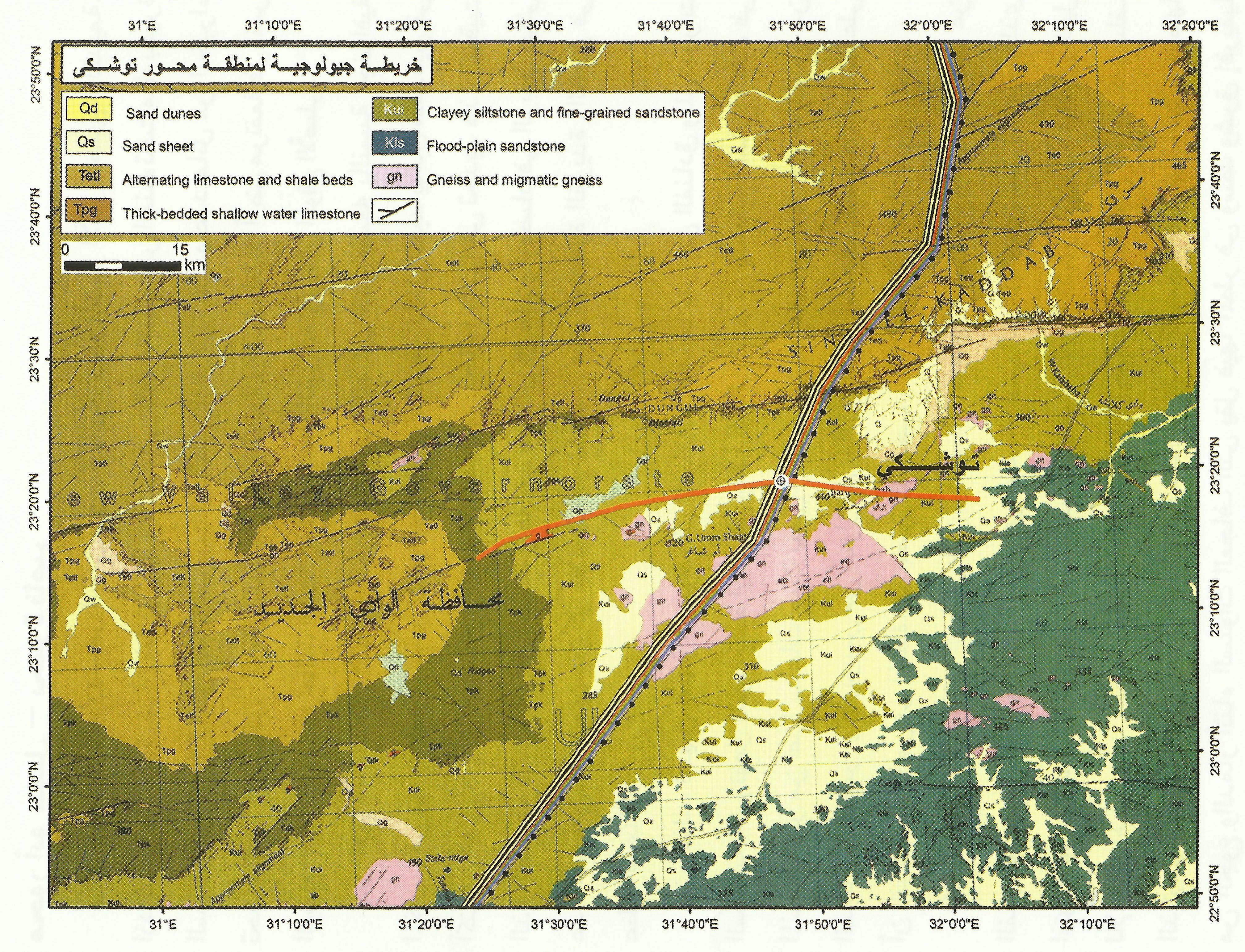
خريطة جيولوجية توضح مسار محور توشكى

أحد أهم فوائد ممر التنمية الهامة أنه يؤهل الانتفاع الكامل بمشروع توشكى. بداية يجدر الذكر أن مشروع توشكى قد لاقى هجوماً شديداً وإلى يومنا هذا يصفه البعض بأنه «مُخطط فاشل» وحتى «إهدار للمال العام» بالرغم من أن سببه العلمي أنه كان في صورته الأولى لنقل المياه من بحيرة ناصر في ترعة عرضها 200 متر إلى واحة الفرافرة بطول 850 كم.
اتفق الخبراء أن هذا لا يصلح للأسباب التالية:
1. نقل المياه في قناة مفتوحة بطول 850 كم في بيئة تعلو درجة حرارتها عن 50 درجة معظم أيام السنة يعرضها للتبخر بكميات هائلة
2. يتعرض مسار القناة من بحيرة ناصر وحتى منخفض الخارجة في إتجاه الغرب إلى الغمر بالرمال حيث أنه يتقاطع مع أكثر من 40 خطاً من خطوط الكثبان الرملية الدائمة الحركة من الشمال إلى الجنوب بمعدل يتراوح بين 20- 100 متر في السنة تبعا لحجمها.
3. إيصال كمية كبيرة من المياه إلى الواحات الخارجة والداخلة والفرافرة يزيد مشاكل الصرف فيها جميعاً. تصريف مياه الري في الوادي يُسهل لميل الأرض من الجنوب إلى الشمال، أما في الواحات التي توجد في منخفضات طبوغرافية فتبقى المياه في داخلها تتجمع في مواقع منخفضة حيث تتبخر وتزيد من ملوحة الأراضي.

أخيراً، هدف مشروع توشكى أن يؤهل حياة كريمة لأبنائنا واستصلاح وزراعة ما يقارب من نصف مليون فدان. ولذلك فإن ممر التنمية يخطط لمروره في منطقة توشكى للأسباب التالية:
1. ربط منطقة توشكى بباقي أجزاء الوطن لتأهيل نقل الناس منها إلى الأراضي الجديدة وكذلك نقل منتجات المشروع إلى مراكز التكدس السكاني في الشمال.
2. الحاجة إلى مياه عذبة بطول الممر حيث يتم ضخها من قناة توشكى أو أحد بحيراتها. تلزم الحاجة للمياه على طول المحور الطولي لاستخدام الإنسان وفي المواقع السياحية مثل تلك المقترحة على الهضبة التي تعلو منطقة الأقصر. تلزم إعادة القول بأن الماء بالإنبوب المقترح لا يجب استخدامه في الزراعة ولكنه للإنسان.

### محور أبو سمبل – بحيرة ناصر

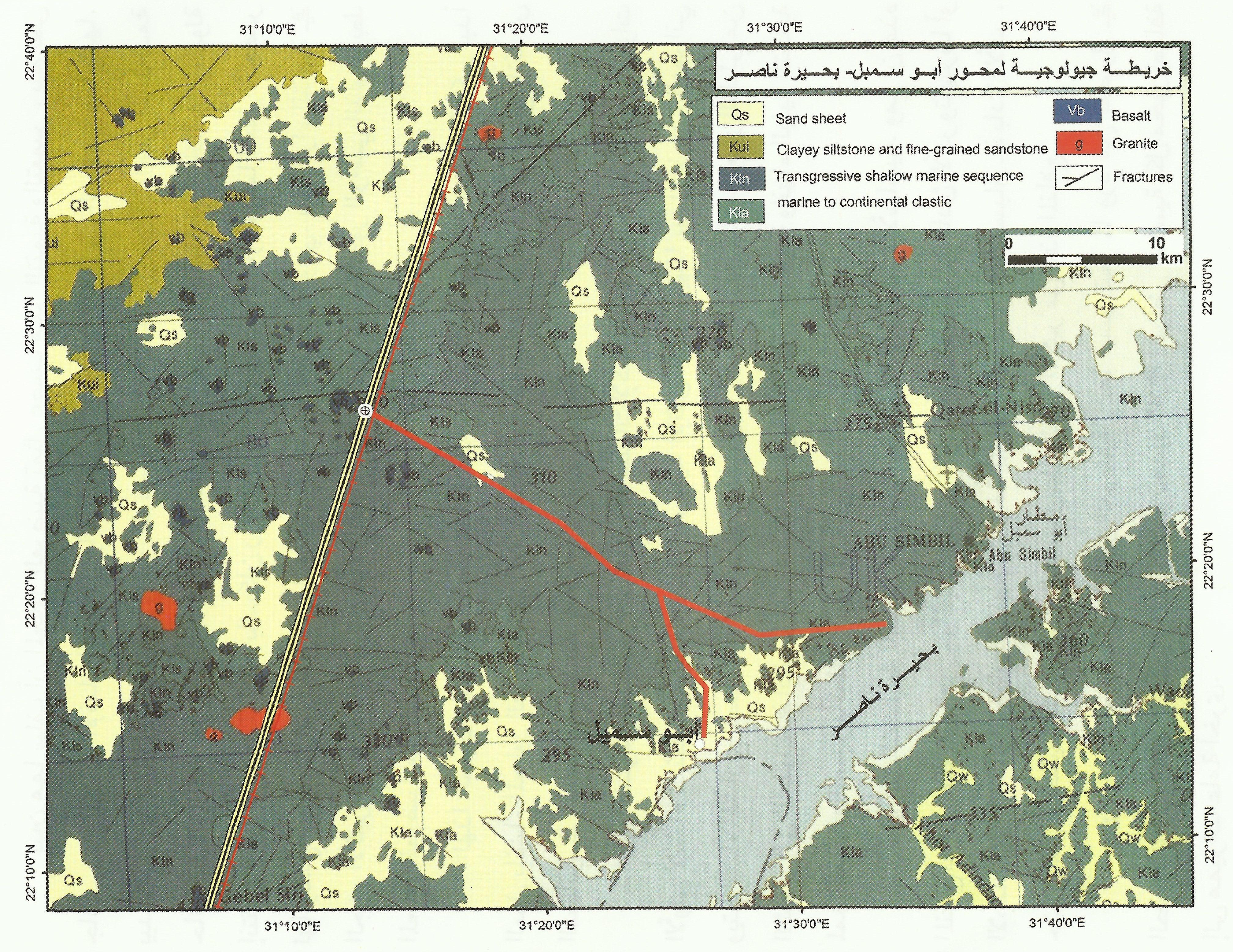
خريطة جيولوجية توضح مسار محور أبوسمبل - بحيرة أسوان

ينتهي ممر التنمية جنوباً على حدود السودان مقابل وادي حلفا. مد الممر من محور أبو سنبل – بحيرة ناصر إلى الحدود بطول 55 كم يؤهل احتمال إمداد الممر في صورة لائقة جنوباً حتى الخرطوم ومنها إلى باقي أفريقيا إذا لزم الأمر.
وإلى حين أن تكتمل هذه المسيرة مستقبلاً وصول الممر إلى نقطة مقابلة لوادي حلفا يؤهل نقل الناس والمنتجات والبضائع من الضفة الغربية للبحيرة إلى بلدة وادي حلفا وبالعكس. وادي حلفا تصلها سكة حديدية تربط بينها وبين كل من الخرطزم في الجنوب وبورتسودان على ساحل البحر الأحمر. إذاً فإن هذا الامتداد يؤهل التبادل التجاري اللائق بين قطرين شقيقين يلزم التعاون الدائم بينهم لخير أهلهما.
أما عن منطقة توشكى ذاتها فمن الناحية الجيولوجية قد تعرفنا حديثاً أن المنخفض كانت تصب فيه أودية عديدة تنبع في المرتفعات إلى الغرب والجنوب الغربي أثناء عصور ممطرة في الماضي. هذا يعني أن المنطقة تذخر بالتربة الصالحة للزراعة إضافة إلى تواجد بعض المياه الجوفية.

## المزايا والمنافع المنتظرة للمشروع
- الحد من التعدي على الأراضي الزراعية داخل وادي النيل من قِبل القطاع الخاص والحكومي معاً.
- فتح مجالات جديدة للعمران بالقرب من أماكن التكدس السكان
- إعداد عدة مناطق لاستصلاح الأراضي غرب الدلتا ووادي النيل
- توفير مئات الآلاف من فرص العمل في مجالات الزراعة والصناعة والتجارة والإعمار
- تنمية مواقع جديدة للسياحة والاستجمام في الصحراء الغربية بالشريط المتاخم للنيل
- الإقلال من الزحام في وسائل النقل وتوسيع شبكة الطرق الحالية
- تأهيل حياة هادئة ومريحة في بيئة نظيفة تسمح للبعض للإبداع في العمل
- ربط منطقة توشكى وشرق العوينات وواحات الوادي الجديد بباقي مناطق الدولة خلال وسيلة سريعة وآمنة
- خلق فرص جديدة لصغار المستثمرين للكسب من المشاريع في ميادين مختلفة
- مشاركة شريحة واسعة من الشعب في مشاريع التنمية مما ينمي الشعور بالولاء والانتماء
- فتح آفاق جديدة للعمل والتمتع بثمار الإنجاز في مشروع وطني من الطراز الأول
- خلق الأمل لدى شباب مصر وذلك لتأمين مستقبل أفضل.

## ملخص منافع المحاور العرضية
| الرقم | الاسم              | الطول (كيلومتر)                                                                        | الغرض الأول            | الغرض الثاني     | الغرض الثالث     | مميزات عامة إضافية           |
| ----- | ------------------ | -------------------------------------------------------------------------------------- | ---------------------- | ---------------- | ---------------- | ---------------------------- |
| 1     | الإسكندرية         | 105                                                                                    | إزالة الألغام والإعمار | السياحة          | النقل            | تأهيل الطريق الدولي الساحلي  |
| 2     | طنطا               | 146                                                                                    | الإعمار                | الصناعات الخفيفة | الزراعة          | إقلال الضغط على الدلتا       |
| 3     | القاهرة            | 83                                                                                     | الإعمار                | الصناعات الخفيفة | الزراعة          | إقلال الإزدحام في القاهرة    |
| 4     | الفيوم             | 119                                                                                    | الصناعات الثقيلة       | الإعمار          | السياحة          | استخدام طبوغرافية المنخفض    |
| 5     | البحرية            | 156                                                                                    | الصناعات الخفيفة       | السياحة          | النقل            | ربط الوادي بالواحات الشمالية |
| 6     | المنيا             | 41                                                                                     | الإعمار                | الصناعات الخفيفة | تثبيت الرمال     | إقلال الإزدحام في المنيا     |
| 7     | أسيوط              | 46                                                                                     | الإعمار                | الصناعات الخفيفة | النقل            | ربط الوادي بالواحات الجنوبية |
| 8     | قنا                | 161                                                                                    | الإعمار                | الزراعة          | الصناعات الخفيفة | استخدام طبوغرافية الهضبة     |
| 9     | الأقصر             | 90                                                                                     | السياحة                | النقاهة          | الصناعات الخفيفة | إعلاء محاسن الصحراء          |
| 10    | كوم أمبو-أسوان     | 91، 58                                                                                 | الزراعة                | الإعمار          | النقل            | تأهيل استخدام وادي شاسع      |
| 11    | توشكى              | 66                                                                                     | الزراعة                | النقل            | الإعمار          | ربط المنطقة بباقي الوطن      |
| 12    | أبوسنبل-بحيرة ناصر | 34,16                                                                                  | السياحة                | صيد الأسماك      | النقل            | دعم تنمية بحيرة ناصر         |
|       | وادي حلفا          | يمتد المحور الطولي بعد محور أبو سنبل لمسافة 55 كيلومتراً لربط ممر التنمية بشمال السودان |                        |                  |                  |                              |

## ملخص قياسات المحاور العرضية
| اسم الممر من الشمال للجنوب                     | الإسكندرية | طنطا | القاهرة | الفيوم | البحرية | المنيا | أسيوط | قنا | الأقصر  | كوم أمبو -أسوان | توشكى   | أبو سنبل بحيرة ناصر |
| ---------------------------------------------- | ---------- | ---- | ------- | ------ | ------- | ------ | ----- | --- | ------- | --------------- | ------- | ------------------- |
| طول الممر الكلي (ك.م) طول الفرع من الممر (ك.م) | 105        | 146  | 83      | 119    | 156     | 41     | 46    | 161 | 90      | 91-58           | 66      | 34-16               |
| طول الممر إلى الهضبة أو الدلتا (كيلومتر)       | 89         | 96   | 69      | 19     | 156     | 18     | 29    | 66  | 90      | 16              | لا يوجد | لا يوجد             |
| طول الممر داخل الوادي أو الدلتا (كيلومتر)      | 16         | 50   | 14      | 100    | لا يوجد | 23     | 17    | 45  | لا يوجد | 75، 75          | لا يوجد | لا يوجد             |
| أعلى منسوب على الهضبة (متر)                    | 32         | 150  | 160     | 290    | 250     | 150    | 225   | 360 | 500     | 475             | 215     | 315                 |
| أقل منسوب على الهضبة                           | 6          | 20   | 85      | 240    | 150     | 125    | 180   | 300 | 420     | 460             | 175     | 235                 |
| الفرق بين حافة الهضبة والوادي (متر)            | 32         | 8    | 45      | 240    | 35      | 100    | 100   | 180 | 230     | 255             | لايوجد  | لا يوجد             |
| منسوب الأراضي الزراعية (متر)                   | لا يوجد    | 10   | 20      | 22     | 110     | 40     | 50    | 80  | لا يوجد | 100             | لا يوجد | لا يوجد             |

## نقد المشروع والآراء المضادة

### لا نحتاج إلى طريق إضافي
يصف الدكتور الجيولوجي رشدي سعيد المشروع بأنه مخصص لزراعة أراضي الصحراء الغربية باستخدام المياه الجوفية لا أكثر ولا أقل. وهذا غير حقيقي على الإطلاق لأن معظم الصحراء الغربية هي في منخفضات تبعد كثيراً عن مسار الممر (إلا في منخفض توشكى في الجنوب) واستخدام المياه الجوفية في الزراعة يصح شمالاً في غرب الدلتا بموازاة ما حصل على جانبي طريق مصر الإسكندرية الصحراوي.

### مشاريع الممرات السابقة فاشلة
هذا الرأي يذكره بعض من عمل في البنك الدولي، لذلك يُستدعي الأخذ في الاعتبار.
لمن يسأل عن هذه المشاريع الفاشلة أنها كانت مخططة لغرض أساسي واحد. يعطي المثل بفشل مشروع بنما في أمريكا الوسطى أو فرنسا التي تعثرت في حفر قناة لقرابة عشرين عاماً حتى تقدمت أمريكا لإكمالها بتصميمات مختلفة.
لمن ينظر لهذين المشروعين ويضعهما جنباً إلى جنب يدرك تماماً أن الفرق شاسع ومهول. حيث كان الغرض من مشروع بنما هو النقل البحري فقط وذلك لنقل المعدات العسكرية والتجارية من المحيط الأطلسي إلى المحيط الهادئ بسهولة. ويتم تنفيذ المشروع من خلال دولة أجنبية أي بدولة هي لا تمتلك أرضه. أما المشروع الحالي فهو لإنماء بلد عاش لأكثر من 5000 عام على محور طولي واحد يوازيه الممر المقترح أي أنه يتجانس معه طبيعياً وطبوغرافياً ويوصلهما 12 محور عرضي لخدمة أغراض التنمية العمرانية والصناعية والتجارية ويؤهل النقل الآمن السريع للناس والمنتجات. إذ شتان بين ممر بنما وممر التنمية فلا يتشابها في أي شيء. وهذا أيضاً لا يجعلنا نتجاهل تاريخ مقترحات الممرات فيلزم دراستها والتعرف على ما نجح منها وما فشل.

### لن يزداد عدد السكان في المستقبل
كثافة السكان وعدد السكان الحالي يستدعي إنشاء الممر. فلا بد من أن نخطط لإضافة 20 مليون نسمة في العقدين من الزمان القادمين حيث تقول الإحصائيات الحكومية الرسمية أن عدد العائلات في مصر إزداد من 12 مليون أسرة إلى 17 مليون أسرة في العقد الأخير (1996 إلى 2000) أي مليون أسرة كل عامين.